# Мирза Гусейн Гасанзаде
Мирза Гусейн Гасанзаде (азерб. Mirzə Hüseyn Həsənzadə; 1869 – 1947, Тбилиси) — один из 4 азербайджанских депутатов, избранных в Национальный совет Демократической Республики Грузия. Учитель 2-й Харпухской азербайджанской начальной школы города Тбилиси.

## Биография
Мирза Гусейн Гасанзаде родился в 1869 году в Эривани. В 1912 году он издал учебник «Полная азбука» в типографии «Культура» в Тифлисе. Эта 38-страничная книга представляла собой учебник по алфавиту, написанный для первого класса.
После образования Демократической Республики Грузия в 1918 году Национальный совет Грузии, выполнявший функции парламента, выделил квоты представительства представителям национальных меньшинств в этом законодательном органе. Поэтому азербайджанским тюркам, проживающим в Грузии, было выделено 4 места для представительства в Национальном совете. Эти места должны были быть заполнены за счет представителей национальных советов, действующих на территории Грузии. 29 сентября 1918 года Национальный совет мусульман Грузии предоставил Алигейдару Караеву, Абдуррагим-беку Хагвердиеву, Абдулазизу Шарифову и Мирзе Гусейну Гасанзаде мандат на представительство в парламенте.
Мирза Гусейн Гасанзаде умер в 1947 году.